# Roden

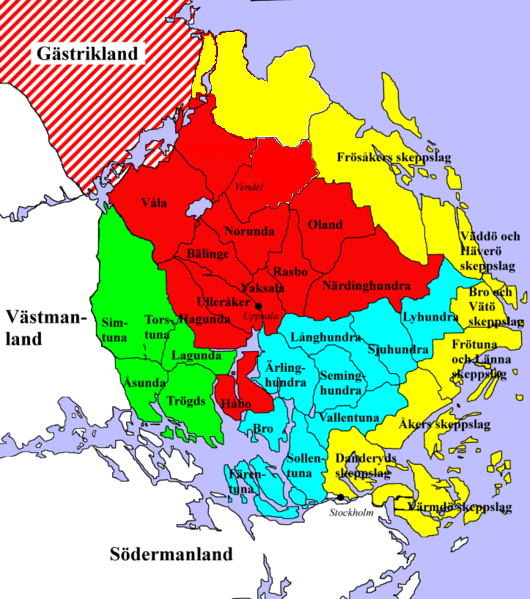
Folklanden i Svitjod (Uppland/Gästrikland)
Tiundaland
Attunda
Roden
Fjädrundaland

Roden (troligen från det fornsvenska roðer, "rodd") är ett historiskt område i Upplands kusttrakter.

## Historik och utsträckning
Roden omtalas första gången i Upplandslagen 1296 där sägs att lagen även skall gälla i Norra Roden, vilket lett till antagandet att Roden ursprungligen legat utanför folklandsindelningen, vilket dock är högst osäkert.
I Upplandslagen ligger skillnaden mellan folklanden och Roden i den militära organisationen, för i judiciellt avseende förklaras det, att Roden ligger "i landslaghum", och i ecklesiastikt hänseende hörde Norra Roden till Uppsala stift.
Markgäldsförteckningen 1312 är äldsta belägget för vilka socknar som ingick i Roden, då räknas Västlands socken och Valö socken liksom en del av Ekeby socken till Roden, från största delen av det som idag räknas som hit saknas dock skattelängder. 1314 sägs uppbördslängden för erläggande av sexårstionden Västlands socken, Österlövsta socken, Hållnäs socken, Valö socken, Hökhuvuds socken, Börstils socken och Hargs socken ingå i Roden. Uppenbarligen har även Skepplagen i söder ingått i Roden. Åtminstone 1409 ingår Bro skeppslag, Häverö skeppslag, "Birke thinglagh" (antagligen Björkö med omgivande socknar), Frötuna skeppslag och "Öslabo thinglag" (bör ungefär ha motsvarat Länna socken).
År 1413 räknades Hamrånge och Hille socknar samt halva Valbo socken till Roden, medan övriga Gästrikland räknades till Uppland. Detta har lett till antagandet att Roden tidigare skulle ha omfattat även Gästrikland. Detta är dock högst tveksamt, kung  Magnus Eriksson tillskrev i ett brev 1331 innevånarna i Tiundaland, Attundaland, Fjärdhundraland, Roden och Gästrikland, så åtminstone då räknades Gästrikland som ett eget område. År 1314 förrättades gränssyn mellan Tiundaland och Gästrikland mellan Nora och Österfärnebo socknar, och då räknades inte Gästrikland som en del av folklanden.

## Etymologi
Under 1500-talet börjar namnen Roslagen och Roden användas som synonymer i de administrativa dokumenten.
Det finska namnet på Sverige, Ruotsi, och det estniska namnet på Sverige, Rootsi, anses av vissa språkforskare vara kommet ur Roden.

## Sæland
Snorre Sturlason talar om ett område kallat Sæland (inte att förväxla med Själland) som omfattade även andra svenska landskap vid Östersjön, som den närmast havet belägna delen av Östergötland och möjligen andra kusttrakter. Vilka härader av Östergötland som räknades till Sæland uppges inte bestämt, men Schlyter tror sig kunna anta, att Östkinds, Björkekinds, Lösings och Hammarkinds samt möjligen även Skärkinds härad hört dit. Om detta område skall ses som en del av Roden är väl tveksamt, även om de troligen ingått i de områden som gjort ledung.